# Francesc Sullivan
Francesc Sullivan Teixidor (Reus, 1701 - 1782) va ser un comerciant i polític català i alcalde de Reus.
Era fill de Joan Sullivan, comerciant d'aiguardent d'origen holandès instal·lat a Reus a finals del segle xvii. El seu germà Josep Sullivan Teixidor també es dedicava al comerç. Estava casat amb Clara Güell, filla de Francesc Güell, ciutadà honrat nascut a Alcover. Un fill seu, també Francesc Sullivan, era cònsol d'Països Baixos a Benicarló a inicis del segle xix. Quan va morir el 1782, Francesc Sullivan va ser enterrat a l'església Prioral de Sant Pere de Reus.
Va ser regidor i alcalde de Reus diverses vegades. Va comprar el càrrec d'alcalde per 6.000 rals el 1747, i ho va deixar de ser el 1749, ja que una reial ordre va eliminar una ordre anterior, de desembre de 1738 i gener de 1739, que autoritzava la compra del privilegi i càrrec de regidor vitalici i perpetu. Anteriorment, el 1741, havia comprat el càrrec de mostassaf per 2.000 rals. Tornà a l'alcaldia, aquesta vegada per elecció, del 1753 al 1754, i del 1761 al 1762. En el seu primer mandat va iniciar les peticions per a la construcció del Quarter de cavalleria, per tal que els veïns no haguessin d'allotjar els soldats a les seves cases com passava fins al moment. Pel juliol de 1749 va cessar d'alcalde, El 1753 va tornar a ser nomenat alcalde, donada la seva influència a la ciutat com a comerciant ben relacionat. Hi havia a Reus una indústria manufacturera de filadors de cordes de cànem, i aquell any 1753, l'alcalde va enviar 10 mestres corders per anar de directors d'aquest ofici a les drassanes de Cadis. I finalment, després de ser regidor en diversos períodes, va tornar a l'alcaldia el 1761, i va poder inaugurar el Quarter de cavalleria que havia iniciat en el seu primer mandat. El 1770, encara estava vinculat a l'ajuntament i va ser nomenat regidor degà amb l'alcalde Esteve Goget.